# Charlotte Stapenhorst
Charlotte Stapenhorst (15 de junho de 1995) é uma jogadora de hóquei sobre a grama alemã, medalhista olímpica.

## Carreira
Charlotte Stapenhorst integrou o elenco da Seleção Alemã Feminina de Hóquei Sobre Grama, nas Olimpíadas de 2016, conquistando a medalha de bronze.